# Ludwigslied
Ludwigslied är en Chanson de geste som förmodat behandlar slaget om Saucourt-en-Vimeu (år 881) utifrån Ludvig III av Frankrikes synvinkel. Dikten innehåller 59 par rim. Den är kristen, men skriven på högtyska (Mittelfränkisch) med germanska inslag. Den förvarades länge i klostret Abbaye de Saint-Amand i Saint-Amand-les-Eaux. Den innehåller dedikationen Ritmus teutonicus de piae memoriae Hluduice rege, dvs. tillägnad minnet av konung Ludvig. Texten återupptäcktes 1672. 
I texten förlorar vikingarna slaget. 